# Cantharis dedicata
Cantharis dedicata es una especie de coleóptero de la familia Cantharidae.

## Distribución geográfica
Habita en Laos.